# 占士邦
詹姆士·龐德（代號007，俗稱鐵金剛）是一名由英國作家伊恩·佛萊明創作的虛構人物。
在故事裡，龐德是英國情報機構軍情六處的間諜，代號007，擁有殺人執照（可以除去任何妨礙行動的人的權力）。曾任英國皇家海軍後備隊中校。
詹姆士·龐德總是有美女相伴，那些女士被稱為邦女郎。

## 人物
伊恩·佛萊明於1962年10月於《泰晤士報》說詹姆士·龐德是一位真正特務的高度浪漫化版本，那人是第二次世界大戰時加拿大商人、資助盟軍的威廉·史蒂芬生。
另一位龐德也可能啟發了007的創作, 他的名字是詹姆斯·查爾斯·龐德（James Charles Bond）。他於1906年出生於威爾士的龐蒂普里德。據BBC報導，龐德是精英特種作戰執行官 (SOE) 的成員，而弗萊明是他的上司兼同事，戰後擔任過警衛以及棒棒糖廠保安。
他於1995年去世，享年89歲。出於某些未知的原因，他從未真正向任何人透露過自己的身份或間諜經歷，甚至包括他的家人。
但是詹姆斯·查爾斯·龐德的家人現在認為弗萊明實際上是以他的名字命名了他的超級間諜小說人物。他的家人在查閱了之前受《官方保密法》保護的第二次世界大戰文件後，發現了邦德的“關於女王陛下的秘密服務”的過去。
《賭城喋血》（Casino Royale，1954年黑白電視電影，主角為貝瑞·尼爾森（Barry Nelson））、《皇家夜總會》（Casino Royale，1967年喜劇電影，主角為大衛·尼文（David Niven））和《巡弋飛彈》（Never Say Never Again，1983年，主角為史恩·康納萊（Sean Connery））等三齣詹姆士·龐德電影，由於並非由米高梅公司及EON Production製作，因此並沒有列入詹姆士·龐德官方電影列表中。

## 曾經飾演詹姆士·龐德的演員
| 任別 | 英文姓名         | 中文譯名        | 飾演次數 |
| ---- | ---------------- | --------------- | -------- |
| 1    | Sir Sean Connery | 史恩·康納萊     | 6        |
| 2    | George Lazenby   | 喬治·拉贊貝     | 1        |
| 3    | Sir Roger Moore  | 羅傑·摩爾       | 7        |
| 4    | Timothy Dalton   | 提摩西·達頓     | 2        |
| 5    | Pierce Brosnan   | 皮爾斯·布洛斯南 | 4        |
| 6    | Daniel Craig     | 丹尼爾·克雷格   | 5        |

## 電影

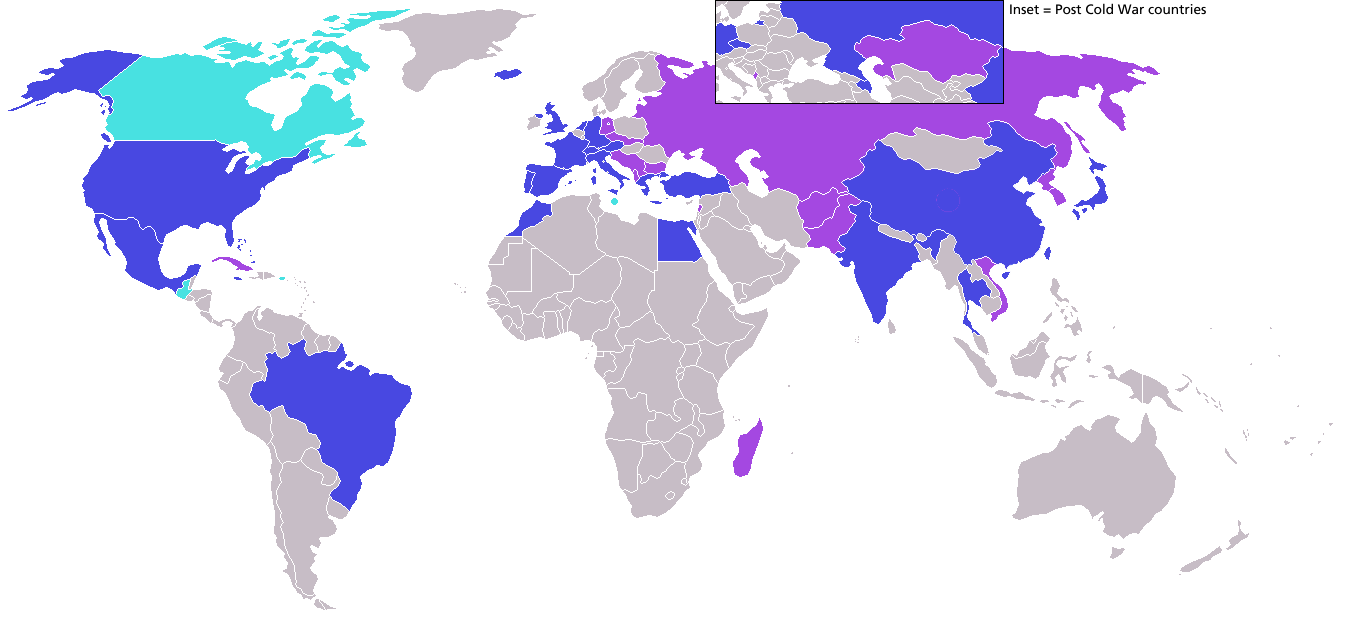
曾在007系列電影場景中出現的國家分佈，其中深藍色是實際拍攝並且在成為影片背景的地區，紫色是在片中出現但實際上是在他國拍攝的地區，淺藍色則是電影曾在當地拍攝但在片中並沒提及的地區

截止到2021年，龐德电影共25部：
| 編號 | 英文劇名                        | 中文片名           | 年份   | 龐德演員        |
| ---- | ------------------------------- | ------------------ | ------ | --------------- |
| 1    | Dr. No                          | 鐵金剛勇破神秘島   | 1962年 | 史恩·康納萊     |
| 2    | From Russia With Love           | 鐵金剛勇破間諜網   | 1963年 | 史恩·康納萊     |
| 3    | Goldfinger                      | 鐵金剛大戰金手指   | 1964年 | 史恩·康納萊     |
| 4    | Thunderball                     | 鐵金剛勇戰魔鬼黨   | 1965年 | 史恩·康納萊     |
| 5    | You Only Live Twice             | 鐵金剛勇破火箭嶺   | 1967年 | 史恩·康納萊     |
| 6    | On Her Majesty's Secret Service | 鐵金剛勇破雪山堡   | 1969年 | 喬治·拉贊貝     |
| 7    | Diamonds Are Forever            | 鐵金剛勇破鑽石黨   | 1971年 | 史恩·康納萊     |
| 8    | Live and Let Die                | 鐵金剛勇破黑魔黨   | 1973年 | 羅傑·摩爾       |
| 9    | The Man with the Golden Gun     | 鐵金剛大戰金槍客   | 1974年 | 羅傑·摩爾       |
| 10   | The Spy Who Loved Me            | 鐵金剛勇破海底城   | 1977年 | 羅傑·摩爾       |
| 11   | Moonraker                       | 鐵金剛勇破太空城   | 1979年 | 羅傑·摩爾       |
| 12   | For Your Eyes Only              | 鐵金剛勇破海龍幫   | 1981年 | 羅傑·摩爾       |
| 13   | Octopussy                       | 鐵金剛勇破爆炸黨   | 1983年 | 羅傑·摩爾       |
| 14   | A View to a Kill                | 鐵金剛勇戰大狂魔   | 1985年 | 羅傑·摩爾       |
| 15   | The Living Daylights            | 鐵金剛大戰特務飛龍 | 1987年 | 提摩西·達頓     |
| 16   | Licence to Kill                 | 鐵金剛勇戰殺人狂魔 | 1989年 | 提摩西·達頓     |
| 17   | Golden Eye                      | 新鐵金剛之金眼睛   | 1995年 | 皮爾斯·布洛斯南 |
| 18   | Tomorrow Never Dies             | 新鐵金剛之明日帝國 | 1997年 | 皮爾斯·布洛斯南 |
| 19   | The World Is Not Enough         | 新鐵金剛之黑日危機 | 1999年 | 皮爾斯·布洛斯南 |
| 20   | Die Another Day                 | 新鐵金剛之不日殺機 | 2002年 | 皮爾斯·布洛斯南 |
| 21   | Casino Royale                   | 007：大战皇家赌场  | 2006年 | 丹尼爾·克雷格   |
| 22   | Quantum of Solace               | 新鐵金剛之量子殺機 | 2008年 | 丹尼爾·克雷格   |
| 23   | Skyfall                         | 007：大破天幕杀机  | 2012年 | 丹尼爾·克雷格   |
| 24   | Spectre                         | 007：惡魔四伏      | 2015年 | 丹尼爾·克雷格   |
| 25   | No Time to Die                  | 007：生死交戰      | 2021年 | 丹尼爾·克雷格   |

## 其他資料
在1990年代起，007系列電影逐漸受到許多世界知名企業的注目，開始與片商合作在影片中製造自家產品的曝光機會，而使得該系列電影變成置入性行銷的著名範例。曾經投資贊助過影片拍攝的主要廠商包括阿斯顿·马丁、BMW、勞斯萊斯、福特、奥迪等汽車集團，電腦/通訊大廠（Sony Ericsson，索尼与爱立信合资品牌），另外如瓦尔特（Walther，德國槍械製造商）與歐米茄（OMEGA，瑞士鐘錶廠，斯沃琪集團旗下）在該系列電影中都有非常高的曝光度。
不少其他國家的作品都把故事的特務角色以他作參考，不論是現代還是古裝。周星馳的《國產凌凌漆》（From China With Love或From Beijing With Love，英文戲名仿原版007电影From Russia With Love）和《大內密探零零發》的主角都或多或少影射詹姆士·龐德。
根據波蘭國家紀念研究所檔案，真人版占士邦（James Albert Bond, 1928年—2005年）於1964年2月18日入該國受聘為英國大使館武官的檔案保管員。他被指於波蘭期間試圖「滲透」當地軍事設施。他亦有個叫占士邦的兒子，出生於1955年。
亞士頓·馬田的窩域郡工廠内有部叫「占士邦打」（James Bonder）的擠膠水機，專門黏鋁車殻及擋風玻璃。

## 外部連結
非官方參考鏈接
- James Bond wiki

官方網站
- James Bond Official Homepage（页面存档备份，存于）
- Official Danjaq 007 website（页面存档备份，存于）
- Ian Fleming Publications official website
- Miss Moneypenny's Rolodex